# Jiangsu

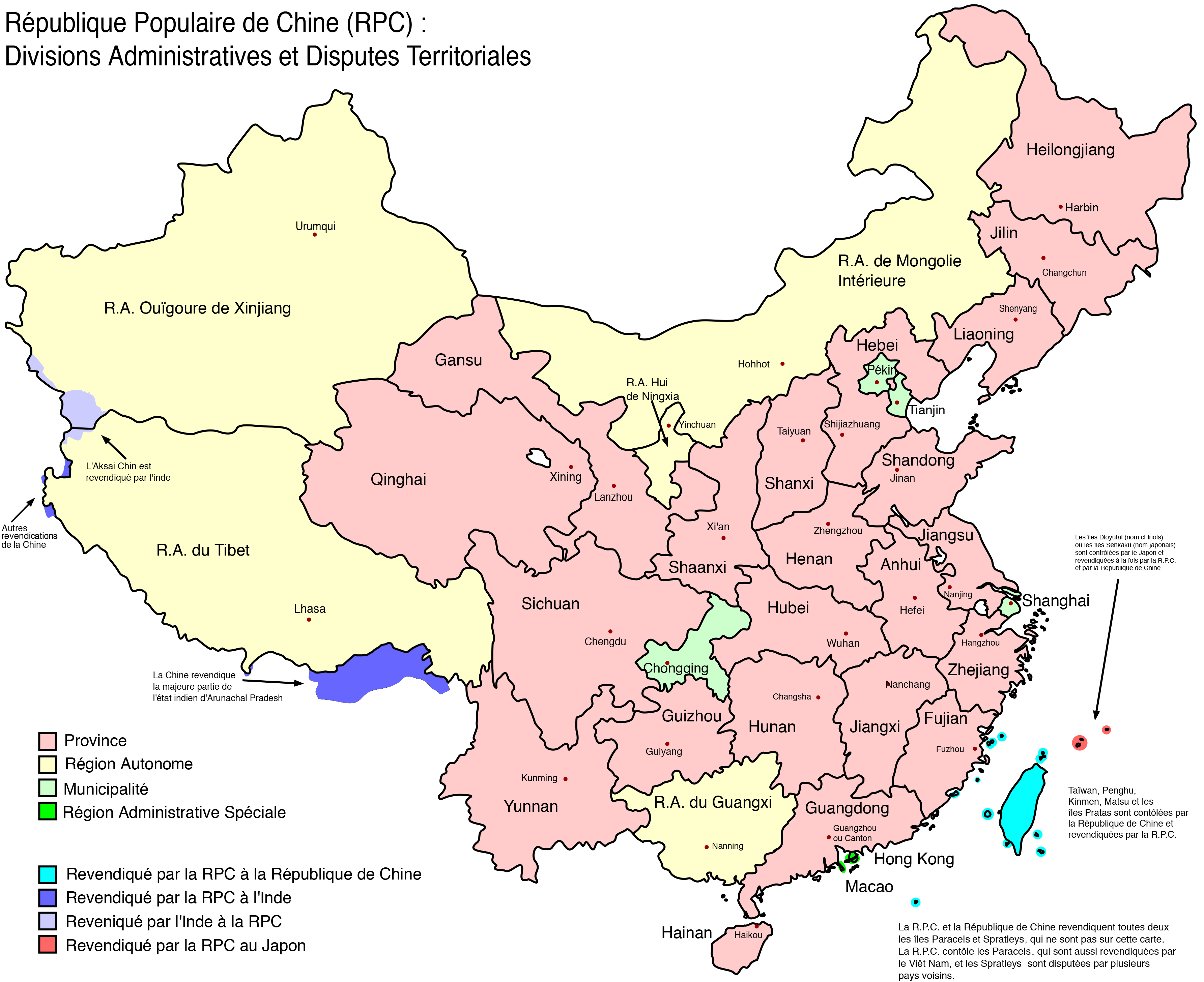
Divisions administratives et disputes territoriales de la république populaire de Chine.

Le Jiangsu  (chinois simplifié : 江苏 ; chinois traditionnel : 江蘇 ; pinyin : Jiāngsū ; EFEO : Kiang-sou) est une province côtière chinoise. La partie sud de la province, le long du Chang Jiang forme depuis un millénaire l'une des régions les plus riches et les plus densément peuplées de Chine. Le chef-lieu de la province, Nankin, fut plusieurs fois capitale de la Chine. 

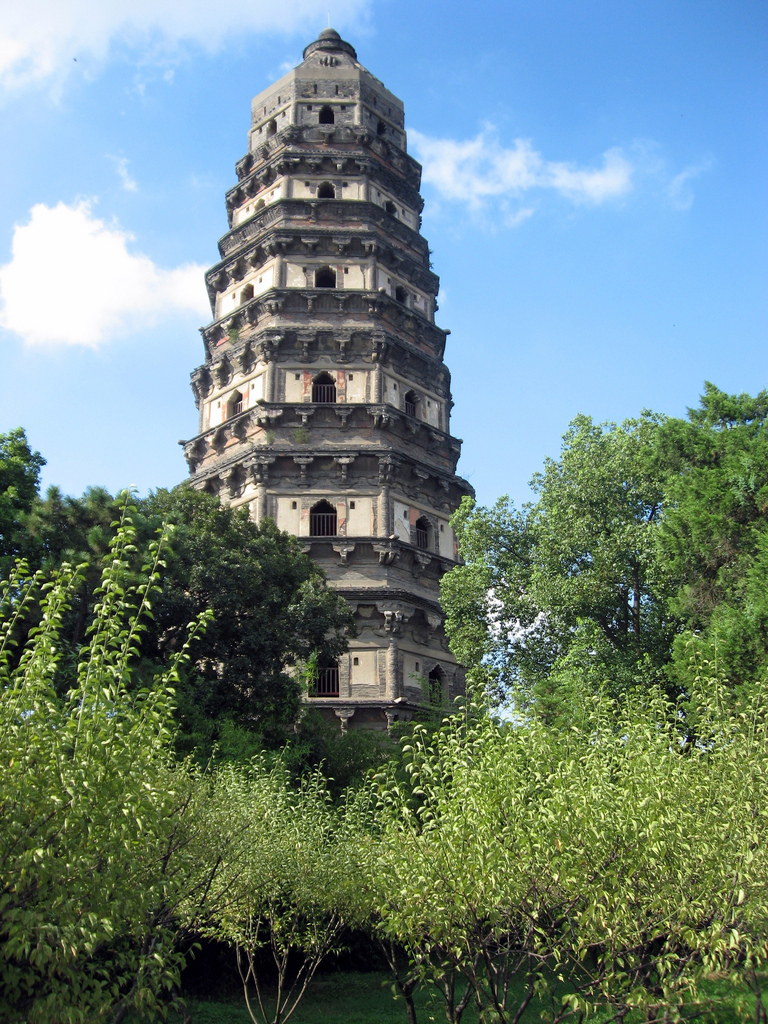
Pagode Y UN eye - tour huqiu (tour de la colline du tigre) INS axe U

Le Jiangsu est la cinquième province chinoise par la population et la deuxième pour le PIB total. La province affiche l'un des plus hauts niveaux d'inégalité de Chine. Son coefficient de GINI est élevé et les disparités économiques internes sont importantes : certaines villes du Sud, dont Suzhou en particulier, sont deux fois plus riches que la moyenne provinciale. Suzhou affiche ainsi le plus haut niveau de PIB par habitant de Chine en dehors des provinces urbaines de Shanghaï, Pékin, Tianjin et du Guangdong. À l'autre extrémité, certains espaces ruraux du nord et du nord-ouest de la province affichent parmi les plus faibles niveaux de PIB des provinces côtières de Chine.

## Géographie

### Situation
La province du Jiangsu se situe au sud du Shandong, à l'est du Anhui, au nord du Zhejiang ; Shanghaï, à son sud-est, occupe le delta du Yangzi Jiang, fleuve qui traverse le Jiangsu et sépare nettement nord et sud de la province. 

### Topographie et hydrographie
Le Jiangsu est une province de plaines. Elle dispose de nombreux cours d'eau, notamment, au nord du cours d'aval du Yangzi Jiang, premier fleuve chinois, et du Huai He. Les réseaux de canaux (Grand Canal) et d'irrigation sont bien développés.

### Régions
Les différences intérieures sont importantes. La partie sud, la ville de Suzhou en particulier, est depuis longtemps connue pour sa prospérité économique, historique considérable. Elle bénéficie en outre aujourd'hui de la proximité de Shanghai. On y parle wu (吴语). Plus au nord, on parle souvent le jianghuai (江淮官话), une variété de mandarin de la région du Jianghuai, mais, souvent, bien des traits culturels rappellent la Chine du Sud. Pour rendre compte de cette complexité, on tend depuis une dizaine d'années à distinguer trois régions au Jiangsu : le Sud, la région où l'on parle wu, le centre, autour de Nankin, et le Nord, au nord du Chang Jiang, que l'on peut rattacher à la Chine du Nord.

### Environnement
Il existe dans les années 2000 de fortes pollutions, par exemple un dépôt d'ordures chimiques à Taixing, dans un secteur d'industries chimiques, et un rejet d'eaux contaminées par l'industrie chimique (fluorine) de Changshu dans le Yangzi Jiang.

## Économie
L'agriculture occupe une place importante dans l'économie rurale de la province. Son atout principal étant un système d'irrigation extensif soutenant principalement la culture du riz et du blé, suivi par le maïs et le sorgho. Les principales cultures de rente sont le coton, le soja, les arachides, le sésame, le chanvre et le thé. Les autres produits comprennent la menthe poivrée, la menthe verte, le bambou, les plantes médicinales, les pommes, les poires, les pêches, les nèfles du Japon et le ginkgo. 
Le ver à soie forme également une partie importante de l'agriculture du Jiangsu, en particulier autour du lac Taihu, qui représente une base historique importante de production de la soie en Chine. La production de poissons d'eau douce et d'autres produits aquatiques est aussi importante. Les mines de sel de Huaiyin ont plus de 0,4 trillions de tonnes de dépôts, un des plus grands dépôts en Chine.
Les industries légères comme le textile (Suzhou) et l'industrie alimentaire côtoient depuis 1949 des industries lourdes telles que l'industrie chimique (Nankin) et des matériaux de construction. Les secteurs importants du Jiangsu comprennent les machines, l'électronique, les produits chimiques, et le secteur automobile. Récemment, le gouvernement cherche à promouvoir l'industrie solaire et espère d'ici à 2012 que l'industrie solaire atteindra une valeur de 100 milliards de RMB. Les réformes économiques de Deng Xiaoping ont grandement bénéficié aux villes du sud de la province, notamment à Suzhou et Wuxi, qui dépassent la capitale provinciale de Nanjing en termes de production totale. Dans la banlieue est de Suzhou, Singapour a construit le parc industriel de Suzhou, un projet de coopération entre la république populaire de Chine et Singapour, et le seul parc industriel en Chine dont la majorité du capital provient d'un gouvernement étranger. 
À l'issue de quatre années d'études, un projet visant à construire deux îles artificielles devrait permettre à la province du Jiangsu de développer entre 2014 et 2020 une surface de 1 000 km2 environ dans la région côtière autour de Yancheng, notamment en construisant un accès en eaux profondes, dont la province est relativement dépourvue par rapport aux autres provinces côtières. L'impact écologique de ce projet est sujet à controverse étant donné qu'il a été prévu de construire ces îles en utilisant le sable des dunes à proximité. L'un des responsables de ce projet est le chercheur Gao Shu, à la School of Geographic and Oceanographic Sciences de l'Université de Nankin.
Comparée au « modèle économique » de la province du Zhejiang, l'économie du Jiangsu est parfois décrite comme un modèle dépendant davantage des exportations et des investissements étrangers, si bien que ces derniers profitent moins à la population du Jiangsu dans son ensemble. Cette observation renvoie au douzième programme quinquennal (2011-2015) du gouvernement central qui accentue l'importance d'un modèle économique orienté vers la demande et la consommation intérieures.
Cependant, c'est dans cette province que se trouve le village d'Huaxi, situé à l'est de Jiangyin, considéré comme le plus riche village de Chine.

## Divisions administratives
Le Jiangsu est divisé en treize préfectures : Nankin (南京 Nanjing), la capitale provinciale, Zhenjiang (镇江), Changzhou (常州), Wuxi (无锡), Suzhou (苏州), Yangzhou (扬州), Taizhou (泰州), Nantong (南通), Xuzhou (徐州), Suqian (宿迁), Huai'an (淮安), Lianyungang (连云港), Yancheng (盐城).
| Divisions administratives du Jiangsu | Divisions administratives du Jiangsu | Divisions administratives du Jiangsu | Divisions administratives du Jiangsu | Divisions administratives du Jiangsu | Divisions administratives du Jiangsu | Divisions administratives du Jiangsu | Divisions administratives du Jiangsu | Divisions administratives du Jiangsu | Divisions administratives du Jiangsu | Divisions administratives du Jiangsu | Divisions administratives du Jiangsu |
| ------------------------------------ | ------------------------------------ | ------------------------------------ | ------------------------------------ | ------------------------------------ | ------------------------------------ | ------------------------------------ | ------------------------------------ | ------------------------------------ | ------------------------------------ | ------------------------------------ | ------------------------------------ |
| District Xian                        |                                      |                                      |                                      |                                      |                                      |                                      |                                      |                                      |                                      |                                      |                                      |
| #                                    | Nom                                  | Préfectures                          | Hanzi Hanyu Pinyin                   | Population (2010)                    | Superficie en km2                    | Densité                              | Siège                                | Subdivisions                         | Subdivisions                         | Subdivisions                         |                                      |
| #                                    | Nom                                  | Préfectures                          | Hanzi Hanyu Pinyin                   | Population (2010)                    | Superficie en km2                    | Densité                              | Siège                                | Districts                            | Xians                                | villes-district                      |                                      |
| 1                                    | Nankin                               | Xuanwu District                      | 南京市 Nánjīng Shì                   | 8 004 680                            | 6 582,31 km²                         |                                      | District de Xuanwu                   | 11                                   |                                      |                                      |                                      |
| 2                                    | Changzhou                            | Zhonglou District                    | 常州市 Chángzhōu Shì                 | 4 591 972                            | 4 384,57 km²                         |                                      | District de Xinbei                   | 5                                    |                                      | 1                                    |                                      |
| 3                                    | Huai'an                              | Qinghe District                      | 淮安市 Huái'ān Shì                   | 4 799 889                            | 9 949,97 km²                         |                                      | District de Qingjiangpu              | 4                                    | 3                                    |                                      |                                      |
| 4                                    | Lianyungang                          | Xinpu District                       | 连云港市 Liányúngǎng Shì             | 4 393 914                            | 7 615,29 km²                         |                                      | District de Haizhou                  | 3                                    | 3                                    |                                      |                                      |
| 5                                    | Nantong                              | Chongchuan District                  | 南通市 Nántōng Shì                   | 7 282 835                            | 8 001 km²                            |                                      | District de Chongchuan               | 3                                    | 1                                    | 4                                    |                                      |
| 6                                    | Suqian                               | Sucheng District                     | 宿迁市 Sùqiān Shì                    | 4 715 553                            | 8 555 km²                            |                                      | District de Sucheng                  | 2                                    | 3                                    |                                      |                                      |
| 7                                    | Suzhou                               | Jinchang District                    | 苏州市 Sūzhōu Shì                    | 10 465 994                           | 8 448,42 km²                         |                                      | District de Gusu                     | 5                                    |                                      | 4                                    |                                      |
| 8                                    | Taizhou                              | Hailing District                     | 泰州市 Tàizhōu Shì                   | 4 618 558                            | 3 840,32 km²                         |                                      | District de Hailing                  | 3                                    |                                      | 3                                    |                                      |
| 9                                    | Wuxi                                 | Chong'an District                    | 无锡市 Wúxī Shì                      | 6 372 624                            | 4 787,61 km²                         |                                      | District de Liangxi                  | 5                                    |                                      | 2                                    |                                      |
| 10                                   | Xuzhou                               | Yunlong District                     | 徐州市 Xúzhōu Shì                    | 8 580 500                            | 11 764,88 km²                        |                                      | District de Yunlong                  | 5                                    |                                      | 2                                    |                                      |
| 11                                   | Yancheng                             | Tinghu District                      | 盐城市 Yánchéng Shì                  | 7 260 240                            | 16 972,42 km²                        |                                      | District de Tinghu                   | 3                                    | 5                                    | 1                                    |                                      |
| 12                                   | Yangzhou                             | Guangling District                   | 扬州市 Yángzhōu Shì                  | 4 459 760                            | 6 591,21 km²                         |                                      | District de Hanjiang                 | 3                                    | 1                                    | 2                                    |                                      |
| 13                                   | Zhenjiang                            | Jingkou District                     | 镇江市 Zhènjiāng Shì                 | 3 113 384                            | 3840,32 km²                          |                                      | District de Jingkou                  | 3                                    |                                      | 3                                    |                                      |

## Villes
| Agglomération    | Désignation en chinois | Population de l'agglomération millions (2017) | Rang (Chine) | Superficie | Densité | Commentaire                                 |
| ---------------- | ---------------------- | --------------------------------------------- | ------------ | ---------- | ------- | ------------------------------------------- |
| Nankin (Nanjing) |                        | 6,125                                         |              | 1489 km²   | 4100    |                                             |
| Suzhou           |                        | 5,25                                          |              | 1373 km²   | 3800    |                                             |
| Changzhou        |                        | 3,21                                          |              | 958 km²    | 3300    |                                             |
| Zhenjiang        |                        | 2,57                                          |              | 816 km²    | 3200    | Rattaché à la ville-préfecture de Suzhou    |
| Kunshan          |                        | 1,68                                          |              | 596 km²    | 2800    | Rattaché à la ville-préfecture de Suzhou    |
| Yangzhou         |                        | 1,46                                          |              | 363 km²    | 4000    |                                             |
| Xuzhou           |                        | 1,41                                          |              | 389 km²    | 3600    |                                             |
| Nantong          |                        | 1,275                                         |              | 531 km²    | 23000   |                                             |
| Changshu         |                        | 1,155                                         |              | 321 km²    | 3600    | Rattaché à la ville-préfecture de Suzhou    |
| Yancheng         |                        | 1,13                                          |              | 334 km²    | 3300    |                                             |
| Lianyungang      |                        | 1,115                                         |              | 324 km²    | 3400    |                                             |
| Zhenjiang        |                        | 1,115                                         |              | 311 km²    | 3600    |                                             |
| Shenzgezhen      |                        | 0,935                                         |              | 181 km²    | 5200    |                                             |
| Taizhou          |                        | 0,93                                          |              | 220 km²    | 4200    |                                             |
| Danyang          |                        | 0,91                                          |              | 73 km²     | 12500   | Rattaché à la ville-préfecture de Zhenjiang |
| Yixing           |                        | 0,75                                          |              | 117 km²    | 6400    | Rattaché à la ville-préfecture de Wuxi      |
| Pizhou           |                        | 0,675                                         |              | 80 km²     | 8400    | Rattaché à la ville-préfecture de Xuzhou    |
| Suqian           |                        | 0,655                                         |              | 246 km²    | 2700    |                                             |
| Taixing          |                        | 0,63                                          |              | 88km²      | 7200    | Rattaché à la ville-préfecture de Taizhou   |
| Liyang           |                        | 0,605                                         |              | 80 km²     | 7500    | Rattaché à la ville-préfecture de Changzhou |

## Tourisme
- Qiandeng est une ville traditionnelle appartenant à Suzhou, classé 4A.

## Transport
Aéroports internationaux
- L'aéroport international de Lianyungang-Huaguoshan est en construction.

Métros
- Métro de Nankin
- Métro de Suzhou

Gares
- Gare de Suzhou
- Gare de Nankin

(à compléter: Gares, ligne de chemin de fer, aéroport, aéroport, etc.)

## Arts traditionnels et centres touristiques
- L'art du papier découpé appelé jiezhi, pratiqué depuis 2 000 ans dans le Jiangsu.
- L'art de la poterie (dont, les théières utilisées pour le gongfu cha) (Yxing).
- L'art des figurines.
- L'art de la broderie (beaucoup plus minutieuse que celle connue en Occident) (Suzhou).

## Personnalités
- Ho Kan (* 1932), peintre
- Liu Tianhua (1894-1932), musicien chinois
- Hou Yifan (1994-), championne mondiale d'échecs
- Feng Xuan (1915-1986), homme politique chinois
- Mei Lanfang (1894-1961), chanteur

## Jumelages
La province du Jiangsu est jumelée avec :
- Province de Namur (Belgique)[7]
- Ontario (Canada)
- Région Alsace (France)[8]